# Nausicaä z Doliny Wiatru
Nausicaä z Doliny Wiatru (jap. 風の谷のナウシカ; Kaze no tani no Naushika) – film anime z 1984 roku, wyreżyserowany przez Hayao Miyazakiego na podstawie mangi jego autorstwa.
Serwis Rotten Tomatoes przyznał mu wynik 86%.

## Opis fabuły
Historia rozgrywa się w przyszłości, prawdopodobnie po wojnie jądrowej. Większość Ziemi pokryta jest zabójczym dla ludzi Ugorem, w którym żyją ogromne rośliny i owady. W Dolinie Wiatrów, chronionej przed toksynami przez silny wiatr, mieszka księżniczka Nausicaä.
Pewnej nocy w Dolinie rozbija się samolot z obcego królestwa, którego wojsko szybko opanowuje Dolinę Wiatrów, i zabiera księżniczkę jako zakładnika. Wkrótce okaże się, że na jego pokładzie znajduje się straszliwa broń, której przybysze chcą użyć przeciwko swoim wrogom. Mieszkańcy Doliny nie chcą dopuścić do użycia broni, wiedząc, że zaburzy to wątłą równowagę między człowiekiem a naturą, której zawdzięczają swoje życie w Dolinie.

## O filmie
Film powstał przed formalnym stworzeniem Studia Ghibli, jednak jako że pracowali przy nim twórcy, którzy później założyli studio, ich wcześniejsze animacje zalicza się do prac Ghibli.
Nausicaä z Doliny Wiatru powstała na podstawie siedmiotomowej mangi pod tym samym tytułem, stworzonej przez Miyazakiego. Film skupia się jedynie na wydarzeniach z dwóch pierwszych tomów, zmieniając nieco opowiedzianą historię tak, aby pasowała do dwugodzinnego filmu. Niektóre wątki zostały wycięte, a inne odpowiednio przekształcone. W obydwu zachowano jednak pacyfistyczną i ekologiczną wymowę.
Filmowa Nausicaä różni się od swojej mangowej odpowiedniczki. W wersji komiksowej posiada ona znacznie więcej zdolności, których pochodzenie nie jest wytłumaczone (rozmowy z drzewami, zdolność „wyczuwania” wiatru czy telepatia).

## Interpretacje
Nausicaä z Doliny Wiatru interpretowana jest przede wszystkim jako film o wymowie ekologicznej. Świat zniszczony przez ludzi i przyroda, która z wolna odbudowuje go, to jeden z ulubionych motywów w twórczości dwudziestego wieku. Konflikt i próba szukania równowagi między człowiekiem a naturą to jeden z najważniejszych motywów twórczości samego Miyazakiego. Najpełniej konflikt ten został przedstawiony w późniejszym jego filmie, Księżniczka Mononoke. Film propaguje również poglądy pacyfistyczne, pokazując okrucieństwo wojny i bezsens przelewania krwi dla zysku.

## Warriors of the Wind
W latach 80. New World Pictures wprowadził do amerykańskich kin przerobioną wersję filmu, noszącą tytuł Warriors of the Wind (Wojownicy wiatru), emitowaną następnie przez HBO i wydaną na wideokasetach. Film został zdubbingowany na język angielski i ocenzurowany, zaś fabuła zmieniona, aby bardziej spodobała się dzieciom. Zmieniono również imiona większości bohaterów, przykładowo Nausicaä stała się księżniczką Zandrą. Na okładce wydania wideokasetowego znalazły się postaci mężczyzn niewystępujących w filmie, ujeżdżających zmartwychwstałego boga wiatru. Zmieniona wersja amerykańska wyświetlana była również w innych krajach.
Hayao Miyazaki, niezadowolony ze zmian, jakie wprowadzili Amerykanie, zasugerował widzom, żeby zapomnieli o zmienionej wersji. Po premierze Warriors of the Wind Studio Ghibli wprowadziło restrykcyjną zasadę „żadnych cięć”, w myśl której zagraniczni dystrybutorzy nie mogą wprowadzać do filmów żadnych zmian. Gdy w latach 90. Harvey Weinstein z Miramaksu wyraził chęć ocenzurowania Księżniczki Mononoke celem uzyskania niższej kategorii wiekowej, w odpowiedzi otrzymał prawdziwą katanę z wiadomością: „Żadnych cięć”. Amerykańskie zmiany w animacjach Studia Ghibli dotyczą spraw formalnych – japońskie napisy (w tym m.in. tytuł i obsada głosowa) zastępowane są angielskimi, zaś w filmach, które posiadają plansze wprowadzające w fabułę, zastąpione zostają one narratorem.

## Dystrybucja w Polsce
Po raz pierwszy oficjalnie zobaczyć można było go we wrześniu 2007 roku w ramach Przeglądu Filmów ANIMEwanych, organizowanego przez Monolith Films z okazji premiery na DVD pakietu filmów Studia Ghibli. W ramach Przeglądu w okresie od 28 września do 28 października 2007 roku Nausicaä z Doliny Wiatru wraz z innymi filmami Ghibli (Spirited Away: W krainie bogów, Mój sąsiad Totoro, Laputa – podniebny zamek i Opowieści z Ziemiomorza) wyświetlana była w kinach studyjnych w Warszawie, Krakowie, Łodzi, Poznaniu, Wrocławiu, Katowicach, Gdańsku i Szczecinie. 14 listopada tego samego roku film wydany został w Polsce na DVD. Od marca 2020 jest dostępny na platformie Netflix.

## Obsada (seiyū)
- Sumi Shimamoto – Nausicaä
- Yōji Matsuda – Asabel
- Yoshiko Sakakibara – Kushana
- Gorō Naya – Mistrz Yupa
- Hisako Kyōda – Ōbaba
- Iemasa Kayumi – Kurotawa
- Mahito Tsujimura – Król Jihl
- Ichirō Nagai – Mito
- Kōhei Miyauchi – Goru
- Jōji Yanami – Gikkuri
- Miina Tominaga – Lastelle
- Makoto Terada – Burmistrz Pejite
- Minoru Yada – Niga